# Bernard Morel
Bernard Marie Georges Morel (ur. 30 marca 1925 w Lyonie, zm. 23 października 2023 w Roanne) – francuski szablista, brązowy medalista igrzysk olimpijskich i mistrzostw świata.
Na igrzyskach olimpijskich w Helsinkach w 1952 roku Francuzi w składzie: Maurice Piot, Jacques Lefèvre, Bernard Morel, Jean Laroyenne, Jean-François Tournon i Jean Levavasseur zdobyli brązowy medal w szabli drużynowej. Na rozgrywanych cztery lata później igrzyskach olimpijskich w Melbourne zajął drużynowo czwarte miejsce. W obu przypadkach indywidualnie nie startował.
Podczas mistrzostw świata w Luksemburgu w 1954 roku razem z Jeanem Brousseem, Jacquesem Lefèvre, Jeanem Levavasseurem, Bernardem Morelem, Jacquesem Roulotem i Jean-Françoisem Tournonem wywalczył drużynowo brązowy medal.
W trakcie II wojny światowej wstąpił do ruchu oporu. W lipcu 1944 został aresztowany przez Niemców i wywieziony do obozu koncentracyjnego w Dachau, w którym spędził blisko rok.
Po zakończeniu kariery był działaczem sportowym.